# Summerhill House

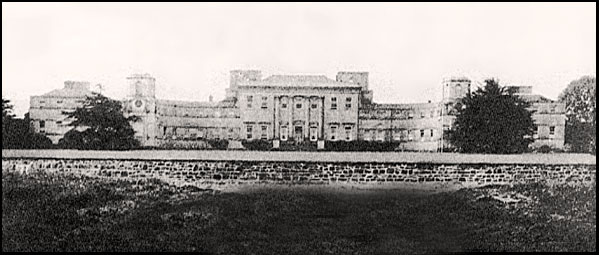
Hauptfassade von Summerhill House

Summerhill House (irisch Teach Chnoc an Línsigh) war ein Herrenhaus südlich des Dorfes Summerhill im irischen County Meath. Das Haus hatte 100 Zimmer und war der angestammte Sitz der Viscounts Langford und Barone Langford. Es wurde 1731 erbaut und demonstrierte die damalige Macht und den Reichtum der Familie Langford-Rowley. Ihnen gehörten ausgedehnte Ländereien in den Grafschaften Meath, Westmeath, Cork, Londonderry, Antrim und Dublin, ebenso wie in den englischen Grafschaften Devon und Cornwall.
Summerhill House dominierte die Umgebung und wirkte besonders eindrucksvoll, da es auf dem Gipfel eines Hügels lag. Die Hauptzufahrt war vom Dorf Summerhill aus. Einen weiteren Zugang gab es von der Straße nach Dublin aus über eine 1 Meile (1,6 km) lange Allee. Wie alle diese Anwesen besaß auch Summerhill House Alleen, die in alle vier Himmelsrichtungen führten.
Das Herrenhaus von Summerhill wurde von Sir Edward Lovett Pearce entworfen und von Richard Cassels im palladianistischen Stil fertiggestellt, auch wenn Sir John Vanbrugh (der mit Pearce verwandt war) einen großen Einfluss auf das Haus hatte, was man an den großartigen, mit Bögen versehenen Kaminköpfen sehen konnte, deren Konstruktion Pearce im Büro von Vanbrugh gelernt hatte. Robert Adam dekorierte später in der Geschichte des Hauses auch eine kleine Zahl von Räumen um.
In Summerhill House gab es auch königlichen Besuch; es war ein ausnehmend gesegnetes Haus und rangierte zur Zeit seines Baus unter den schönsten und großartigsten Landhäusern in Europa.

## Die Familie Rowley Langford
John Rowley kam in der Regierungszeit König Jakobs I. als einziger Agent der London Society für den Bau der Städte Londonderry und Coleraine nach Irland. Bei der Gründung der Stadt Londonderry 1613 wurde er durch eine Charta zum ersten Bürgermeister der neuen Stadt bestimmt. Eine seiner Töchter, Anne, heiratete Tristram Beresford, einen Vorfahr der Familie aus County Tyrone. Eine weitere Tochter, Mary, heiratete James Clotworthy und das Paar hatte eine Tochter, die den ehrbaren Robert FitzGerald heiratete und die Großmutter von Generalleutnant James FitzGerald, 1. Duke of Leinster, war.
Nach der Stuart-Restauration wurde John Rowley zum Ritter geschlagen. Er hinterließ nur einen Sohn, Hercules, dessen einziger Sohn und Erbe, ebenfalls Hercules Langford Rowley, 1732 Elizabeth Ormsby (später 1. Viscountess Langford) heiratete. Um diese Zeit ließ er ein großartiges Herrenhaus im georgianischen Stil in Summerhill errichten.

## Kaiserin Elisabeth von Österreich-Ungarn

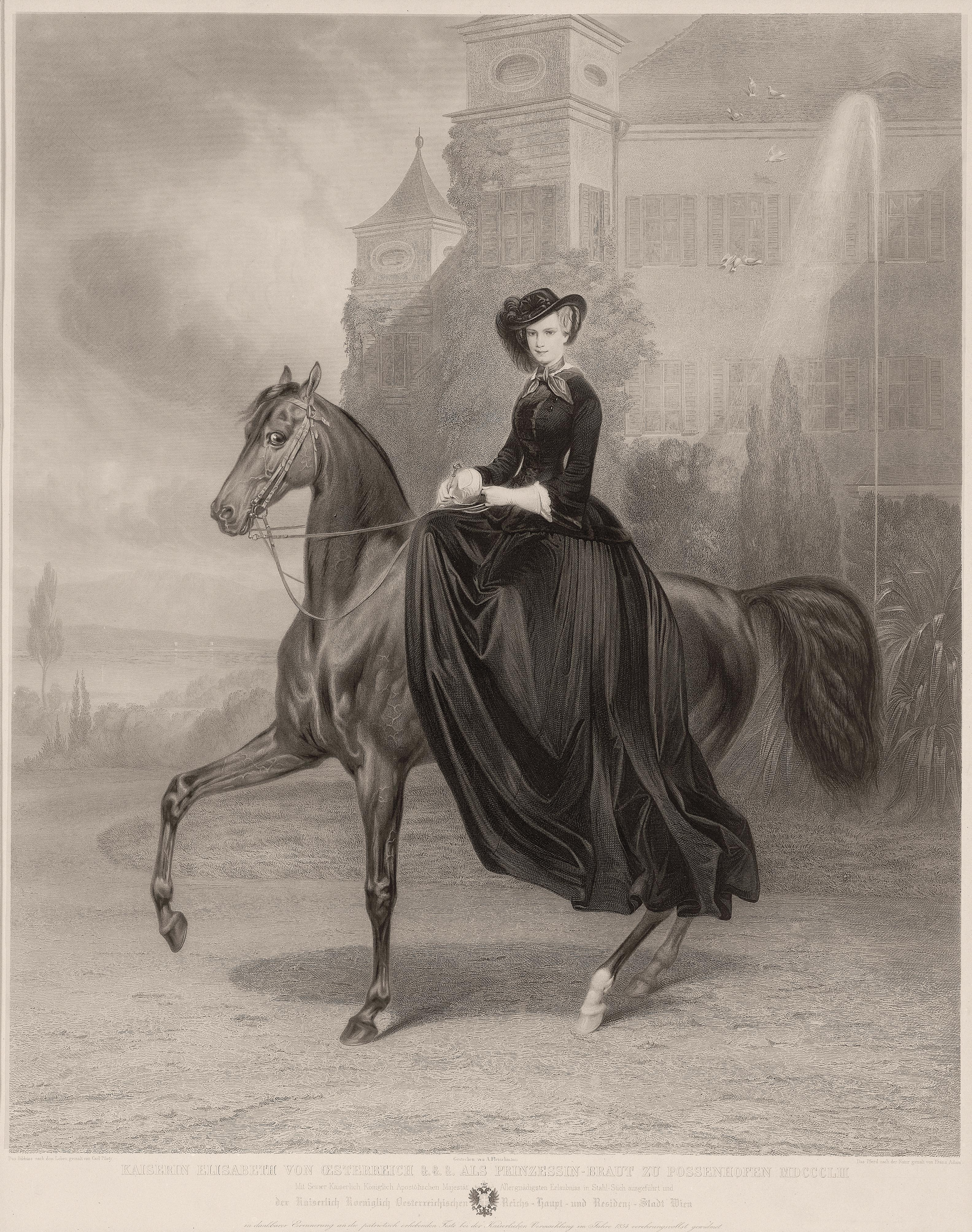
Reiterportrait von Elisabeth am Schloss Possenhofen am Starnberger See (1853)

Kaiserin Sissi besuchte Summerhill House im Februar 1879. Die Vorbereitungen dazu wurden gut geheim gehalten; als erstes musste ihr Aufenthaltsort geregelt werden. Im County Meath gab es die besten Jagdhunde und Summerhill liegt in der Mitte dieser Grafschaft, so fiel die Wahl auf Summerhill House. Als die Gesellschaft auf einer Jagd in Dunshaughlin war und nach Maynooth kamen, trafen sie zwei Männer, die gerade eine Mauer des katholischen Seminars reparierten. Als das Reh, das sie gerade jagten, auf das Land des Kollegs sprang, folgte ihm die Kaiserin ohne dass sie wusste, wohin sie ritt, und sprang fast auf den Präsidenten des Kollegs, Professor William Walsh, der später Erzbischof von Dublin und Primat von Irland wurde. 
Am 13. November 2010 tauchte bei einer Landhausauktion von Adams in Slane Castle eine berühmte Reitpeitsche auf. Die Peitsche hatte der Kaiserin gehört und sie gab sie Robert Fowler, dem Meister der Jagdhunde von Meath in der Zeit ihres Aufenthaltes in Summerhill House. Die Peitsche war verloren gegangen und erst kurz vor der Auktion in Rahinston House wiedergefunden worden. Man fand die Peitsche in einem Präsentationskasten aus Mahagoniholz mit einer silbernen Helmkleinodplatte mit dem kaiserlichen Wappen von Habsburg. Die Peitsche wurde auf € 3000–5000 geschätzt, der Zuschlag erfolgte aber bei € 37.000.

## Beschreibung
Das Herrenhaus von Summerhill lag großartig auf dem Gipfel eines Hügels. Es bestand aus einem zentralen Block und zwei Flügeln; es handelte sich um einen massiven Kalksteinbau von großer Länge. Vier Halbsäulen mit korinthischen Kapitellen zierten die Front; die Halbsäulen waren über die gesamte Höhe des Hauses nach oben gezogen, wie dies bei Renaissancepalästen in Rom üblich war. Es gab eine Vorhalle vor zwei abgesenkten Gärten und einer gehobenen, grasbewachsenen Plattform für die Sonnenuhr, sowie einen großen Rosengarten und einen weiteren, sehr großen Garten. Als das Landhaus der Longfords gebaut wurde, führt der Weg den Hügel hinauf und um die Vorhalle herum.
Eine breite Treppenflucht führte zum Eingang des Herrenhauses. Es gab eine große und sehr hohe Halle, die der von Leinster House in Dublin ähnelte. In der Halle waren Platten und Porträts in Öl aufgehängt. Rechts vom Eingang befand sich die Bibliothek. Der Salon war nach Süden ausgerichtet und enthielt verschiedene Porträts der Familie Rowley. Das Paradespeisezimmer war an den Hauptblock angeschlossen und hatte schön ausgestaltete Decken. Die Haupttreppe führte zu den Schlafräumen. Ein wunderschöner Kaminschirm in einem der Schlafgemächer befand sich früher in einem Landhaus in Dublin.

## Niedergang
Summerhill House wurde öfters durch Brände beschädigt und litt unter Problemen, als 1919 Landarbeiten streikten und Einrichtungen für die Landbearbeitung beschädigten. Die republikanischen Arbeiter und Landarbeiter wurden aus ihren Häusern vertrieben und nach Monaten des Agraraufstandes fiel am 4. Februar 1921 schließlich die IRA ein, übernahm das Anwesen und verteilte das Land und die Bauernhöfe um das Herrenhaus gleichmäßig unter den Arbeitern und ihren Familien. Dann setzten sie das Herrenhaus selbst in Brand und es wurde gänzlich zerstört.
Haus und Anwesen hatte 1854 der 4. Baron Langford (1848–1919) geerbt. Ihm folgte sein Sohn, der junge 5. Baron (1894–1922) nach, der vorzeitig starb. Ihn wiederum beerbte sein älterer Vetter, Colonel Chambre Rowley, der so zum 6. Baron Langford wurde.
1922 verlangte dieser 6. Baron Langford (1849–1931), der das Baronat erst im Jahr zuvor geerbt hatte, Schadenersatz von der konservativen Regierung des irischen Freistaates. Nach drei Jahren der Verhandlung mit dem Schadenersatzkomitee erhielt Colonel Lord Langford £ 43.500, fast ein Drittel des Wertes des Herrenhauses mit Inhalt, das bei dem Brand zerstört wurde. Der ältliche Lord Langford investierte das Geld in goldgesicherte Staatsanleihen und zog nach Middlesex in England.
Summerhill House blieb als Brandruine stehen, bis es 1970 endgültig abgerissen wurde. Es war in den Forgotten Houses of Ireland (dt.: Vergessene Häuser von Irland) als schönstes Herrenhaus in Irland aufgeführt.